# アンドレ・バヴァ・シンヤシキ
アンドレ・バヴァ・シンヤシキ（Andre Bava Shinyashiki 、1997年6月11日 - ）は、ブラジル出身のプロサッカー選手。ポジションはFW。

## 経歴
2017年・2018年シーズンはUSLプレミアデベロップメントリーグのコロラド・ラピッズU-23でプレー。
2019年のMLSスーパードラフトで、コロラド・ラピッズに1位指名（全体5位）された。3月2日のポートランド・ティンバーズ戦でプロデビューを果たすと、94分にはプロ初ゴールも決めた。デビューシーズンながら、31試合出場・7得点3アシストの好成績を収め、リーグの年間最優秀若手選手賞を受賞した。

## 人物
父方が日系人。

## タイトル
個人
- MLSルーキー・オブ・ザ・イヤー: 2019[6]